# دراغونز لير (مسلسل تلفزيوني)
دراغونز لير أو مأوى التنين أو عرين التنين (بالإنجليزية: Dragon's Lair)‏ هو مسلسل رسوم متحركة تلفزيوني فانتازي أمريكي من إنتاج روبي سبيرز للإنتاج وهي شركة أمريكية للإنتاج الترفيهي في بربانك بولاية كاليفورنيا متخصصة في الرسوم المتحركة. المسلسل مبني على أساس لعبة الفيديو لعام 1983 والتي تحمل نفس الاسم. تم إنتاج 13 حلقة مدة الواحدة نصف ساعة وبثت من 8 سبتمبر 1984 إلى 27 أبريل 1985 على قناة أي بي سي.

## روابط خارجية
- دراغونز لير (مسلسل تلفزيوني) على موقع IMDb (الإنجليزية)
- دراغونز لير (مسلسل تلفزيوني) على موقع كينوبويسك (الروسية)
- دراغونز لير (مسلسل تلفزيوني) على موقع قاعدة بيانات الفيلم (الإنجليزية)

- Episode guide at the Big Cartoon DataBase